# Aiceona longifestuca
Aiceona longifestuca är en insektsart som beskrevs av Ge-Xia Qiao och G.-x. Zhang 2002. Aiceona longifestuca ingår i släktet Aiceona och familjen långrörsbladlöss. Inga underarter finns listade i Catalogue of Life.